# Georg Madelung
Georg Hans Madelung (* 31. Juli 1889 in Rostock; † 17. August 1972 in Uffing) war ein deutscher Ingenieur, Professor und Flugzeugbauer aus der Familie Madelung.

## Biographie
Madelungs Vater war der Chirurg Otto Wilhelm Madelung und seine Mutter Hedwig Auguste Madelung, geb. König. Von 1895 bis 1907 besuchte er das protestantische Gymnasium in Straßburg. Er heiratete 1927 Elisabeth Emma Messerschmitt, mit der er zwei Söhne und zwei Töchter hatte.
1907 meldete sich Georg Madelung freiwillig zum Militärdienst. Er studierte ab 1909 an der Universität Straßburg, TH Karlsruhe, TH Hannover und TH (Berlin-)Charlottenburg. Im Jahre 1910 erfolgte sein Beitritt in den Verein deutscher Flugtechniker, und 1912 war er an der Gründung der Wissenschaftlichen Gesellschaft für Flugtechnik maßgeblich beteiligt. Im Ersten Weltkrieg war er zunächst Leutnant im 15. Res. Armee-Korps, 30. Res. Division, Res. Maschinen-Gewehr-Abt. 3. Danach diente er in der Fliegertruppe, wurde zu den Albatros Flugzeugwerken abgestellt und in der Abteilung für Musterprüfung eingesetzt. 1915 wurde er Assistent Wilhelm Hoffs in der Deutschen Versuchsanstalt für Luftfahrt (DVL) in Berlin-Adlershof. 1917 erhielt er eine Flugausbildung und wurde zur Jagdstaffel 33 versetzt.
1919 legte er seine Prüfung zum diplomierten Ingenieur an der TH Berlin erfolgreich ab. Am 13. September 1919 nahm er an einem Rekordflugversuch mit einer Junkers F 13 teil. Mit 8 Personen wurde die Weltrekordhöhe von 6750 m erreicht.
1921 wurde er an der TH Hannover zum Dr.-Ingenieur für Maschinenbau promoviert. Seine Dissertation befasst sich mit der Theorie von Treibschrauben. Er erarbeitete 1921 den Entwurf des Segelflugzeugs Vampyr, der mit den Konstruktionsmerkmalen „möglichst geringer Luftwiderstand“, „möglichst unverstrebte Tragfläche“, „einholmige Tragfläche“, „Torsionsnase“ und „Querrudern als Steuerflächen“ richtungsweisend für den modernen Segelflugbau war. Die Vampyr bewies ihre Überlegenheit gegenüber anderen Entwürfen bei den Rhönwettbewerben 1921 und 1922.
Von 1921 bis 1924 war er Flugzeugkonstrukteur in den USA und von 1925 bis 1929 stieg er zum Leiter der Flugzeugabteilung der Deutschen Versuchsanstalt für Luftfahrt auf und wurde Vorstandsmitglied. Im Jahre 1926 wurde Madelung zum ordentlichen Professor an die TH Berlin und 1929 an die TH Stuttgart an das Flugtechnische Institut berufen. Er war Mitglied im Verein Deutscher Ingenieure (VDI) und dessen württembergischem Bezirksverein. In den Jahren 1931 und 1932 saß er dem württembergischen Bezirksverein des VDI vor.
Er führte erfolgreich Berechnungen in der Flugtechnik durch, wie beispielsweise die Berechnung eines Ganzmetall-Eindeckers, von Flugzeug-Rumpfkonstruktionen und Doppeldeckern sowie von Knickbiegungen im Flugzeugbau.
1937 trat er in die NSDAP ein und wurde im gleichen Jahr ordentliches Mitglied der neugegründeten Deutschen Akademie der Luftfahrtforschung. 1941 gründete er die Forschungsanstalt Graf Zeppelin und wurde deren Leiter. Diese Forschungsanstalt befasste sich mit der Konstruktion von Bomben, Torpedostabilisierung, Unterwasserdetonationen, Konstruktion von Flugzeug-Katapulten sowie Fallschirmen zur Verzögerung von Flugzeugen und Bergung von Flugkörpern. Letztere Entwicklungen fanden auch in der Raumfahrt breite Anwendung. Georg Madelung war Experte für alle Arbeitsgebiete der Forschungsanstalt Graf Zeppelin. Ferner arbeitete er für das Raketenprogramm von Wernher von Braun.
Von 1946 bis 1954 erfolgte seine Beurlaubung von der TH Stuttgart an das Naval Medical Research Institute, Bethesda in Maryland, wo er sich mit der Untersuchung des menschlichen Körpers befasste, große Beschleunigungen und Verzögerungen auszuhalten, um anschließend wieder seine Lehr- und Forschungstätigkeit an der Universität Stuttgart aufzunehmen.
Georg Madelung gehörte dem 1959 von Rainer Barzel und anderen CDU/CSU-Politikern gegründeten antikommunistischen Komitee Rettet die Freiheit an. Nach dem Ausscheiden des Majors Fred Sagner als Vizepräsident und stellvertretender Vorsitzender des Vereins übernahm er 1960 beide Positionen.
Sein Sohn Gero Otto Georg Madelung (1928–2018) war Technischer Vorstand der Messerschmitt AG und später Vorstand der Panavia Aircraft GmbH und der MBB GmbH sowie Professor für Luftfahrttechnik an der Technischen Universität München. Er war mit der Lehrtherapeutin und Autorin Eva Madelung verheiratet, einer Tochter von Robert Bosch. Ein weiterer Sohn Wilferd Ferdinand Madelung (1930–2023) wirkte als Professor für Orientalistik an der Oxford University und ist Verfasser zahlreicher Veröffentlichungen zur arabischen Philosophie.